# Бочарди (Пиза)
Бочарди је насеље у Италији у округу Пиза, региону Тоскана.
Према процени из 2011. у насељу је живело 60 становника. Насеље се налази на надморској висини од 35 м.